# Patissa atrilinealis
Patissa atrilinealis là một loài bướm đêm trong họ Crambidae.